# Вернер Зомбарт

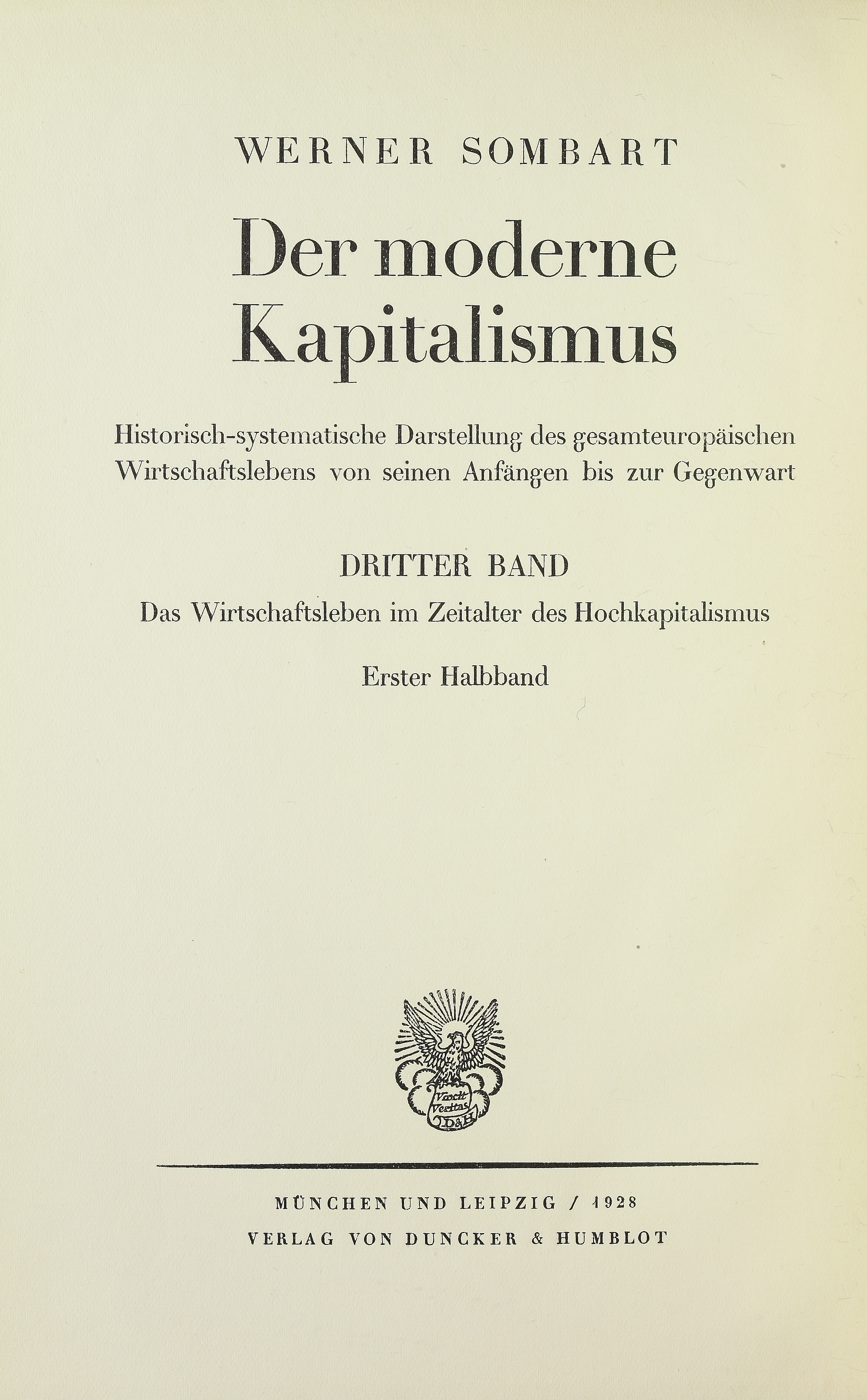
Wirtschaftsleben im Zeitalter des Hochkapitalismus, 1928

Вернер Зомбарт (нім. Werner Sombart; 19 січня 1863, Ермслебене — 18 травня 1941, Берлін) — німецький філософ, соціолог, економіст.

## Життєпис
Вернер Зомбарт народився в 1863 році у сім'ї землевласника і промисловця. Його батько входив у ліберальне крило прусського парламенту. Вернер Зомбарт здобув освіту з юриспруденції, економіки та історії в університетах Пізи, Риму та Берліна. У 1888 році, після написання дисертації під керівництвом Густав фон Шмоллера і Адольфа Вагнера, що належали до «молодої» німецької історичної школи, Зомбарт здобув докторський ступінь в Берлінському університеті.
Після того, як прослужив два роки на бременський торговій палаті, Зомбарт перейшов до університету в Бреслау, а в 1906 році — до Берлінської вищої торгової школи. У 1917 році став професором Берлінського університету замість померлих Шмоллера і Вагнера.
Вернер Зомбарт пройшов шлях від марксиста до прихильника нацизму в 1930-х роках. За цей час він написав сім книг, які були присвячені тільки одному питанню — виникненню капіталізму. Кожна книга давала нове пояснення цього явища.
Хоч Зомбарт у ранні роки займався тематикою ролі євреїв в історії, але нацисти дозволили йому без проблем звільнитися зі служби, а в 1937 році перевидати навіть деякі твори.

## Наукова діяльність
У ранніх працях В. Зомбарт, відстоював марксистські позиції. За одну з перших праць «До критики економічної системи Карла Маркса» (1890) дістав схвальний відгук Ф. Енгельса за «вдалий виклад марксистських ідей». Сам В. Зомбарт критично розглядав ідею пролетарської революції, вважав себе прихильником ліберальних реформ.
У працях «Соціалізм і соціальний рух у ХІХ столітті» (1896), «Пролетаріат» (1906), «Чому у Сполучених Штатах нема соціалізму?» (1906) він виклав з позицій катедер-соціалізму розуміння перебудови суспільства з позицій соціалізму та вплив на цей процес робітничого класу. У подальших працях, зокрема «Пролетарський соціалізм» (1922), «Ідея класової боротьби» (1924) та інших В. Зомбарт відійшовши від марксистських ідей, критикував матеріалістичне розуміння історії, класову боротьбу та диктатуру пролетаріату.
У книзі «Євреї і сучасний капіталізм» (The Jew and Modern Capitalism, 1911) Зомбарт пояснює поширення «духу» капіталізму у Північній Європі, після епохи інквізиції, розселенням євреїв з їхніми мораллю, правом і комерційним підприємництвом.
З Першою світовою війною В. Зомбарта сприйняв ідеї німецького націоналізму і шовінізму. Так, у праці «Торговці і герої» (1915) він англійській «нації торгашів» з їх особистим добробутом і комфортом протиставив німецьку «націю героїв», об'єднану національною ідеєю. Згодом ці теоретичні ідеї використали ультраправі і нацисти.
В останній книзі «Нова соціальна філософія» (A New Social Philosophy, 1934) Зомбарт спробував дати аналіз соціальних проблем сучасності «з точки зору націонал-соціалізму (тобто нацизму)».
У 1902 році Зомбарт видав два перших томи своєї фундаментальної праці «Сучасний капіталізм» (Der modeme Kapitalismus) під заголовком «Історико-систематичне дослідження загальноєвропейського економічного життя від його зародження до сучасності» (третій том вийшов у 1927). У цій книзі Зомбарт вважає, що промисловий капіталізм виник з феодального суспільства за рахунок «духу раціоналізму» і «користолюбства», пророкує неминучу зміну капіталізму соціалізмом.

## Критика
Фрідріх Гаєк про ідеологію Зомбарта та її вплив у «Шляху до рабства» (1944):
Зомбарт починав як соціаліст марксистської школи, і ще в 1909 році з гордістю заявляв, що більшу частину свого життя присвятив боротьбі за ідеї Карла Маркса. Він, як ніхто інший, багато зробив для поширення в Німеччині ідей соціалізму й антикапіталістичних настроїв різних відтінків. Значною мірою завдяки його зусиллям
німецька думка була насичена марксистськими елементами так, як у жодній іншій країні до революції в Росії. Деякий час його вважали видатним представником соціалістичної інтелігенції, який через свої радикальні погляди й дальші переслідування не зміг отримати кафедру в університеті. І навіть після війни його вплив у Німеччині та поза її кордонами як історика, який дотримувався марксизму у своїх підходах, хоч і перестав бути марксистом у політиці, залишався дуже суттєвим. 